# Viry-Noureuil
Viry-Noureuil è un comune francese di 1 892 abitanti situato nel dipartimento dell'Aisne della regione dell'Alta Francia.

## Società

### Evoluzione demografica
Abitanti censiti